# Heidi von Beltz
Heidi von Beltz (ook Heidi Von Beltz, 1955 - Los Angeles, 28 oktober 2015) was een Amerikaans actrice en stuntvrouw. Ze kreeg haar eerste rol in de tv-serie Charlie's angels in 1978. Een jaar later speelde ze in Kill the golden goose. Hierna ging ze werken als stuntvrouw. In 1980 raakte ze ernstig gewond tijdens opnames voor de film The cannonball run van regisseur Hal Needham. Von Beltz raakte hierbij vanaf haar nek verlamd. Het ongeluk leidde tot aanpassingen in de wetgeving voor stuntpersonen. Ze beschreef haar ervaringen in het boek My soul purpose (1996).
Von Beltz was de dochter van acteur Brad Weston. Minder dan een jaar na het ongeluk kreeg ze een kortstondige relatie met Ray Liotta, van wie ze volgens Von Beltz haar vrouwelijkheid en onafhankelijkheid terugkreeg.

## Filmografie

### Als actrice
- Charlie's angels, 1978 (1 aflevering)
- Kill the golden goose, 1979

### Als stuntvrouw
- Smokey and the bandit II, 1980
- The cannonball run, 1981